# Termiticola
Termiticola — рід грибів родини Agaricaceae. Назва вперше опублікована 1979 року.

## Класифікація
До роду Termiticola відносять 1 вид:
- Termiticola rubescens